# Sepp Schwindhackl
Joseph (Sepp) Schwindhackl (Stattegg, 9 januari 1910 – Bregenz, 25 januari 1980) was een Oostenrijks componist, muziekpedagoog, dirigent en trompettist.

## Levensloop
Schwindhackl was een kantoorbediende, maar studeerde eerst autodidactisch en later aan het conservatorium in Graz trompet en compositie. Sinds 1932 was hij trompettist in de Musikverein St. Veit-Andritz en werd, na zijn afstuderen, in 1944 dirigent van dit harmonieorkest. Onmiddellijk na de Tweede Wereldoorlog was deze harmonie nog in opbouw, omdat vele leden later uit de krijgsgevangenschap terugkwamen. Maar Schwindhackl kon het niveau spoedig verbeteren en men kon in 1953 opnames voor de ORF verzorgen.
In 1957 vertrok Schwindhackl naar Bregenz en werd dirigent van de Stadkapell Bregenz en muziekleraar van de muziekacademie aldaar. Vanaf het midden van de jaren 1970 was hij eveneens tweede dirigent van de Stadtmusik Rorschach in het Zwitserse kanton Sankt Gallen. Het ministerie voor Onderwijs in Wenen benoemde hem op grond van zijn verdiensten om de blaasmuziek tot professor in 1980.

## Composities

### Werken voor harmonieorkest
- 1976 Allotria, concertpolka voor eufonium solo en harmonieorkest
- 1976 Jungbläser heraus, mars
- 2. Festfanfare
- Almerisch, mars
- Aus uns´rer Alpenheimat, selectie
- Concertpolka, voor trompet en harmonieorkest
- Der Musikfreund, ouverture, op. 52
- Ferientage, ouverture, op. 47
- Festliche Ouvertüre, op. 34
- Festmarsch
- Feuerwehr-Marsch
- Gipfelstürmer, mars
- Große Fanfare
- Gruß vom Bodensee, mars
- Im Sommerwind, galop
- Immer lustig, polka schnell
- Ouvertüre
- Ruhmvoll flattern die Fahnen, mars
- Schneidige Burschen, mars
- Trachtenfest, Ländler
- Über Berg und Tal, selectie
- Wir spielen Lois Steiner-Melodien, reigen

### Missen en gewijde muziek
- 1979 Deutsche Messe, voor gemengd koor en harmonieorkest (of: orgel)

### Kamermuziek
- 1980 3 Stimmungsbilder, voor 4 klarinetten
- Kleine Abendmusik, voor 3 klarinetten en basklarinet